# 普拉托尼夫卡 (大米海利夫卡區)
47°3′54″N 29°43′19″E / 47.06500°N 29.72194°E
普拉托尼夫卡（烏克蘭語：Платонівка）是位於烏克蘭西南部的村莊，由敖德萨州羅茲季利納區的大米哈伊利夫卡市鎮負責管轄。該村始建於1867年，面積0.5平方公里，海拔高度105米，2001年人口16，人口密度每平方公里32人。